# Rhopalognatha chota
Rhopalognatha chota är en fjärilsart som beskrevs av Paul Dognin 1897. Rhopalognatha chota ingår i släktet Rhopalognatha och familjen nattflyn. Inga underarter finns listade.